# Thedinghausen
Thedinghausen é um município da Alemanha localizado no distrito de Verden, estado da Baixa Saxônia.
Pertence ao Samtgemeinde de Thedinghausen.